# Casting, Plant & Technology
Casting, Plant and Technology (CP+T) ist eine internationale branchenorientierte Fachzeitschrift für die gesamte Gießereitechnik in englischer Sprache. Die Zeitschrift erscheint vier Mal im Jahr (März, Juni, September und Dezember). Zielgruppen sind das Top- und Mittelmanagement der internationalen Gießerei-Industrie, sowie relevante Ministerien, Behörden und Consultingfirmen.
Ende 2016 lag die Auflage bei 4892 Exemplaren, davon blieben 1242 Hefte in Deutschland. 59 Hefte werden im Abonnement bezogen, der Rest sind Freiexemplare.